# ولنت (تگزاس)
ولنت، تگزاس(به انگلیسی: Volente, Texas) شهری در ایالت تگزاس از ایالات جنوبی ایالات متحده آمریکا است.